# HMCS Norsyd (K520)
HMCS Norsyd (K520) je bila korveta izboljšanega razreda Flower, ki je med drugo svetovno vojno plula pod zastavo Kraljeve kanadske vojne mornarice.

## Zgodovina
V kanadski lasti je bila vse do leta 1946, ko so ladjo prodali SFRJ in jo nato registrirali v Panami kot trgovsko ladjo. Ladja pa ni nikoli zapustila Quebeca, saj so jo naprej prodali Mossad Le'Aliya bet (Inštitut za emigracijo), ki jo je uporabila za potniško ladjo Hagana. Leta 1948 je bila ladja predana Izraelski vojni mornarici, kjer so jo sprejeli v aktivno sestavo kot INS Hagana.